# Emlékezet és Szolidaritás Európai Hálózata
Az Emlékezet és Szolidaritás Európai Hálózata 2005-ben született Németország, Lengyelország, Szlovákia és Magyarország kulturális miniszterének kezdeményezéséből. A Hálózat célja a XX. századi Európa történelmének kutatása, dokumentálása és népszerűsítése, különös tekintettel a diktatúrákra, a háborúkra, és az elnyomással szemben álló társadalomra, továbbá biztosítani hivatott a múltra való emlékezés lehetőségét.
Az Emlékezet és Szolidaritás Európai Hálózatával kapcsolatban álló nemzetközi szakértői csoportok és intézmények közötti együttműködés eredményeként számos vállalkozás kezdődött a tudományos kutatás, az oktatás és az ismeretterjesztés területén.

## Célkitűzés
- Az Emlékezet és Szolidaritás Európai Hálózatának célja hogy felmérje, elmélyítse, terjessze és dokumentálja a XX. századi Európa totalitárius államainak, diktatúráinak és háborúinak történelmére vonatkozó ismereteinket, figyelembe véve azok okait, lefolyását, az elnyomók és az ellenállás cselekedeteit, sőt azok következményeit. A Hálózat tevékenységének alapja az az igyekezet, hogy az általa létrehozott vagy támogatott történelemszemlélet a legújabb tudományos eredményeken alapuljon, és hogy a múlt leírása során ne keletkezzenek jogosulatlan egyszerűsítések.
- Az Emlékezet és Szolidaritás Európai Hálózatának feladata a XX. századi történelem megértésének támogatása a történelmi tények és a történelem különféle nézőpontú ábrázolásainak többoldalú cseréje és megvitatása útján. Ezen az úton a Hálózat létre kíván hozni egy különleges szolidáris kapcsolatot Európa népei között, amely az elmúlt évszázad történelmének tragikus és fenséges, de bánattal és szégyennel teli eseményein alapszik.
- Az Emlékezet és Szolidaritás Európai Hálózata kitűzött céljait nemzetközi partnerekkel való együttműködéssel éri el. A Hálózat saját projekteket hoz létre és hajt végre, továbbá partnerintézményeket támogat érdemben és pénzügyileg. Minden programhatározatot a Hálózat nemzetközi testületei hoznak.
- A Hálózat konferenciákat, szimpóziumokat, tudományos műhelyeket szervez, tudományos publikációkat készít elő, valamint olyan művek fordítására ad megbízásokat, amelyek különösen fontosak a XX. század történelmének megismeréséhez, s amelyek a nemzetközi olvasótábor által is ismertek. A Hálózat támogat olyan tevékenységeket is, amelyek a történelmi ismereteket a nem szakmai közönség körében terjesztik. Így például együttműködik kiállítások és történelmi tárgyú filmek készítőivel, megszervezi az elkészült filmek bemutatását, valamint oktatási célra készülő multimédiás alkalmazások létrehozását támogatja iskolák számára.

## A Hálózat Választmánya
Az Irányító Bizottság az Emlékezet és Szolidaritás Európai Hálózatának legmagasabb döntéshozó testülete. Tagjai között vannak a kulturális miniszterek (vagy azok megfelelői) által kinevezett koordinátorok. Elvileg minden országot egy személy képvisel, kivételes esetben ez lehet két személy is, de döntéshozatalkor, amikor szavazásra kerül sor, szavazataik csak egynek számítanak. Az Irányító Bizottság dönt a stratégiáról és a Hálózat által megvalósítandó projektekről.
Az Irányító Bizottság tagjai a következők:
- Prof. Jan Rydel, Lengyelország
- Dr. Florin Abraham, Románia
- Dr. Andrea Kluknavská, Szlovákia
- Földváryné Kiss Réka, Magyarország
- Prof. Dr. Matthias Weber, Németország

A Kuratórium tanácsadó testület, amely a tudomány, a kultúra és a politika világának kiemelkedő képviselőiből tevődik össze a Hálózat tagországaiból, és azokból az országokból, amelyek még nem döntöttek a teljes jogú tagság elfogadásáról, de készek részt venni a Hálózat építésében. A Kuratórium alapvető feladata a Hálózat közép- és hosszú távú fejlődési irányának kidolgozása, valamint a Hálózat képviselete az egyes tagországokban és a nemzetközi porondon.
A Kuratórium tagjai a következők:
- Markus Meckel, Németország
- Ján Budaj, Szlovákia
- Dr. Stephan Eisel, Németország
- Prof. Josef Höchtl, Ausztria (megfigyelőként)
- Prof. Gen. Mihail E. Ionescu, Románia
- Sandra Kalniete, Lettország (megfigyelőként)
- Robert Kostro, Lengyelország
- Dr. Maruzsa Zoltán, Magyarország
- Gentjana Sula, Albánia (megfigyelőként)
- Prof. Szarka László, Magyarország
- Prof. Kazimierz Michał Ujazdowski, Lengyelország

A Tudományos Tanács tanácsadó testület, amely a történelem és a társadalomtudományok terén elismert tudósokból tevődik össze. A Tudományos Tanács fő feladatai közé tartozik a Hálózat kutatási, valamint tudományos tevékenységére vonatkozó koncepcióinak kidolgozása, tudományos tevékenységének fejlesztése, a tudományos jellegű projektek recenziója, valamint a Hálózat képviselete konferenciákon, értekezleteken és tudományos tanácskozásokon.
A Tudományos Tanács tagjai a következők:
- Prof. Pók Attila, Magyarország
- Prof. Peter Haslinger, Németország
- Prof. Constantin Hlihor, Románia
- Viliam Jablonický, Szlovákia
- Prof. Kiss Gy. Csaba, Magyarország
- Prof. Robert Letz, Szlovákia
- Prof. Andrzej Nowak, Lengyelország
- Prof. Dariusz Stola, Lengyelország
- Acad. Răzvan Theodorescu, Románia
- Prof. Stefan Troebst, Németország
- Dr. Oldřich Tůma, Csehország (megfigyelőként)